# 青木玲子 (女優)
青木 玲子（あおき れいこ、1933年7月12日 - 2017年2月13日）は、日本の女優。本名：児玉 玲子（こだま れいこ）。
東京都出身。劇団東宝現代劇第1期生。夫は俳優の児玉利和。森光子主演の舞台『放浪記』に共演者としてただ1人全2,107公演に出演するなど、名脇役として活躍した。

## 略歴・人物
次世代の現代劇俳優の育成を目的に菊田一夫の主唱により設立された劇団東宝現代劇に第1期生として参加、1957年11月に芸術座『モデルの部屋』で初舞台に立った。以来50年以上にわたり女優として舞台に立ち続けた。
森光子の主演舞台『放浪記』では共演者としてただ1人1961年の初演から全2,107公演に出演し、1988年には村野やす子役の演技により菊田一夫演劇賞にて演劇賞を受賞。1991年には初演以来の出演者として主演の森らとともに同特別賞を受賞した。森の死後、2015年に同作品が仲間由紀恵主演で上演された際には東京公演千秋楽に祝福に駆けつけた。また、森の主演舞台『おもろい女』にも1978年の初演から2006年まで出演を続けた。
2010年には第18回スポニチ文化芸術大賞優秀賞を受賞。
2017年2月13日午前8時30分ごろ、心不全により神奈川県内の病院にて死去。83歳没。
特技は三味線（長唄）、ピアノ、日本舞踊。

## 主な出演

### 舞台
- 放浪記（1961年 - 2009年）
- おもろい女（1978年 - 2006年） - 菱本せつ 役[5]
- 恍惚の人（1989年）
- がしんたれ（1994年）
- マイ・フェア・レディ（1999年）
- 残菊物語（2002年）

## 受賞歴
- 第13回（1987年度） 菊田一夫演劇賞 演劇賞（『放浪記』）
- 第16回（1990年度） 菊田一夫演劇賞 特別賞（『放浪記』）[6]
- 第18回（2010年） スポニチ文化芸術大賞 優秀賞[2]